# Hromoš
Hromoš (rusinski i ukrajinski, Hromoš, mađarski Gromos ) je naselje i općina u okrugu Stará Ľubovňa u Prešovskom kraju u sjevernoj Slovačkoj .

## Povijest
U povijesnim zapisima selo se prvi put spominje u 1600. godini.

## Zemljopis
Općina smještena je na nadmorskoj visini od 523 metra i pokriva površinu od 13.353 km². Stanovništvo iznosi oko 527 ljudi.

## Stanovništvo
| Godina:     | 1994. | 2004.   | 2014.   | 2024.   |
| ----------- | ----- | ------- | ------- | ------- |
| Broj ljudi: | 520   | 527     | 517     | 515     |
| Razlika:    |       | +1,34 % | −1,89 % | −0,38 % |

| Godina:     | 2023. | 2024.   |
| ----------- | ----- | ------- |
| Broj ljudi: | 509   | 515     |
| Razlika:    |       | +1,17 % |

## Genealoški izvori
Zapisi za genealoško istraživanje dostupni su u državnom arhivu "Statny Archiv u Prešovu, Slovačka"
- Rimokatolički crkveni zapisi (rođeni/vjenčani/umrli): 1686-1924 (župa B)
- Grkokatolički crkveni zapisi (rođeni/vjenčani/umrli): 1822-1903 (župa B)

## Vanjske poveznice
- https://web.archive.org/web/20070513023228/http://www.statistics.sk/mosmis/eng/run.html
- Prezimena živih ljudi u Hromosu